# Сериков, Абильмансур Абдинасырулы
Абильмансур Абдинасырулы Сериков (каз. Әбілмансұр Әбдінасырұлы Серіков; 7 декабря 1991; Алма-Ата, Казахстан) — казахстанский актёр кино и театра. Лауреат Государственной молодёжной премии Правительства РК «Дарын» (2020).

## Биография
Родился 7 декабря 1991 года в городе Алматы.
Отец — Абунасыр Сериков (1965 г.р.) — казахский актёр, юморист. Директор и художественный руководитель театра миниатюр «Нысана». Лауреат премии Союза молодежи Казахстана (1995).
Мать — Лиза Серикова (1971 г.р.) — актриса Казахского государственного академического театра для детей и юношества имени Г. Мусрепова. Заслуженный деятель Республики Казахстан.
В 2009 году окончил школу № 128 имени Мухтара Ауэзова в Алматы, в том же году поступил на театральный факультет Казахской Национальной академии искусств имени Т. К. Жургенова (КазНАИ), который окончил в 2013 году. (курс заслуженной артистки КазССР, профессора Рахилям Машуровой).
С 2013 по 2015 год — актёр Казахского государственного академического театра для детей и юношества имени Г. Мусрепова (г. Алматы).
С 2015 года по настоящее время — актёр Казахского государственного музыкально-драматического театра имени Куанышбаева (г. Астана).

## Творчество

### Роли в театре
Казахский музыкально-драматический театр имени К. Куанышбаева
Из казахской и мировой классики и современной драматургии:
- каз. «Тыраулап ұшқан тырналар», реж: Талгат Теменов — Пернебек (Петр);
- каз. «Аққудың көз жасы...», реж: Талгат Теменов — Садык;
- каз. «Қызыл орамалды шынарым»[3], Чингиз Айтматов, реж: Талгат Теменов — Ильяс;

### Фильмография
|    | Год  | Название                      | Роль                   | Режиссёр                            |
| -- | ---- | ----------------------------- | ---------------------- | ----------------------------------- |
| 1  | 2005 | «Безвинный грех»              | актёр                  | Болат Шарип                         |
| 2  | 2007 | «Ангелочек» сериал            | актёр                  | Рымбек Альпиев, Эля Гильман         |
| 3  | 2009 | «Биржан сал»                  | Мамай                  | Досхан Жолжаксынов                  |
| 4  | 2011 | «Небо моего детства»          | Султан в школьные годы | Рустем Абдрашев                     |
| 5  | 2011 | «Войско Мын Бала»             | Воин Касым-хана        | Акан Сатаев                         |
| 6  | 2013 | «Вопреки всему» сериал        | Рустем                 | Айдын Сахаман                       |
| 7  | 2014 | «Одноклассники» сериал        | Камок                  |                                     |
| 8  | 2014 | «Холостяк» сериал (Сұрбойдақ) | актёр                  | Аскар Узабаев                       |
| 9  | 2014 | «Жедел жәрдем-2» сериал       | актёр                  | Серикбол Утепбергенов               |
| 10 | 2014 | «Улжан» сериал                | актёр                  | Серикбол Утепбергенов               |
| 11 | 2015 | «Несломленный» сериал         | Дос                    | Виржиния Восгиморукян               |
| 12 | 2015 | «Кеңесшілер» сериал           | Арман                  | Канагат Мустафин                    |
| 13 | 2015 | «Махаббат көктемі»            | актёр                  | К. Абылов                           |
| 14 | 2015 | «Жибек» сериал                | Мирас главная роль     | Айдын Сахаманов                     |
| 15 | 2015 | «Тандау» сериал               | Алдияр главная роль    | Нургиса Альмуратов, Айдын Сахаманов |
| 16 | 2016 | «Сүйе білсең» сериал          | Бауыржан               | Ернар Нургалиев                     |
| 17 | 2019 | «Ва-банк»                     | Артур                  | Алишер Утев                         |
| 18 | 2021 | «5:32» сериал                 | Шалкар                 | Алишер Утев                         |
| 19 | 2022 | «Игрок» сериал                | Данияр                 | Алишер Утев                         |

## Награды
- 2011 — Благодарственное письмо Первого Президента Республики Казахстан — Елбасы за роль Султан в фильме «Небо моего детства»;
- 2015 — «Золотой Диплом» Международного театрального форума «Золотой Витязь» за роль Пернебека в спектакле «Летят журавли»;[4]
- 2017 — Национальная театральная премия «Сахнагер» в номинации «Үміт» (Надежда);[5][6]
- 2017 — Премия Фонд Первого Президента Республики Казахстан — Лидера Нации в номинации кино и театра;
- 2020 — Государственная молодёжная премия Правительства Республики Казахстан «Дарын» в номинации «Театр и кино»;[7][8]